# George Dickerson
George Dickerson (Topeka, 25 de julho de 1933 — Nova Iorque, 10 de janeiro de 2015) foi um ator, escritor e poeta estadunidense, conhecido por seu trabalho nas revistas Time e The New Yorker, além dos filmes Blue Velvet, Death Wish 4: The Crackdown e Psycho II.

## Filmografia
- 1981: Hill Street Blues
- 1981: Cutter’s Way
- 1983: Psycho II
- 1983: Space Raiders
- 1983: The Star Chamber
- 1986: Blue Velvet
- 1986: No Mercy
- 1987: Death Wish 4: The Crackdown
- 1990: Death Warrant
- 1990: After Dark, My Sweet
- 1991: Son of the Morning Star
- 1998: The Broken Giant
- 1999: A Stranger in the Kingdom